# Domingus Siwalette
Domingus Siwalette – indonezyjski bokser kategorii słomkowej.

## Kariera zawodowa
26 września 1993 r. w swoim debiucie Siwalette zmierzył się z mistrzem świata IBF Ratanapolem Sor Vorapinem. Indonezyjczyk przegrał pojedynek już w czwartej rundzie przez techniczny nokaut. Po tej walce Siwalette stoczył jeszcze 9. pojedynków, przegrywając wszystkie z nich. Walczył m.in. z Fahlanem Sakkreerinem, Pichitem Chor Siriwatem oraz dwukrotnie z Muhammadem Rachmanem. Karierę zakończył w 1998 r., nie odnosząc żadnego zwycięstwa na zawodowym ringu.